# Ришавська сільська рада
Ришавська сільська рада — колишня адміністративно-територіальна одиниця та орган місцевого самоврядування у Коростенському (Ушомирському) районі й Коростенській міській раді Коростенської і Волинської округ, Київської й Житомирської областей Української РСР та України з адміністративним центром у с. Ришавка.

## Населені пункти
Сільській раді були підпорядковані населені пункти:
- с. Ришавка

## Населення
Кількість населення ради станом на 1923 рік становила 1 806 осіб, кількість дворів — 323.
Відповідно до результатів перепису населення СРСР, кількість населення ради станом на 12 січня 1989 року становила 543 особи.
Станом на 5 грудня 2001 року, відповідно до перепису населення України, кількість мешканців сільської ради становила 461 особу.

## Склад ради
Рада складалася з 12 депутатів та голови.

### Керівний склад сільської ради
| ПІБ                      | Основні відомості                                                 | Дата обрання | Дата звільнення |
| ------------------------ | ----------------------------------------------------------------- | ------------ | --------------- |
| Семененко Ганна Іванівна | Сільський голова, 1961 року народження, освіта, позапартійна      | 26.03.2006   | 31.10.2010      |
| Семененко Ганна Іванівна | Сільський голова, 1961 року народження, освіта вища, позапартійна | 31.10.2010   | 31.10.2013      |

Примітка: таблиця складена за даними джерела

## Історія
Створена 1923 року в складі сіл Ришавка, Стара Богушівка та колонії Юзефівка (згодом — Йосипівка) Ушомирської волості Коростенського повіту Волинської губернії. 8 вересня 1925 року в с. Стара Богушівка створено окрему, Старобогушівську сільську раду. Станом на 17 грудня 1926 року в підпорядкуванні значився фільварок Радгосп Юзефівка, який, на 1 жовтня 1941 року, не значився на обліку населених пунктів.
Станом на 1 вересня 1946 року входила до складу Коростенського району Житомирської області, на обліку в раді перебували с. Ришавка та х. Йосипівка.
29 вересня 1960 року, відповідно до рішення Житомирського ОВК № 985 «Про вилучення з обліку деяких населених пунктів в районах області», х. Йосипівка знято з обліку населених пунктів.
На 1 січня 1972 року сільська рада входила до складу Коростенського району Житомирської області, на обліку в раді перебувало с. Ришавка.
12 серпня 1974 року, відповідно до рішення Житомирського облвиконкому № 342 «Про зміни в адміністративно-територіальному поділі окремих районів області в зв'язку з укрупненням колгоспів», до складу ради включено села Новина, Олександрівка та Рудня Сушківської сільської ради Коростенського району. 14 листопада 1991 року, відповідно до рішення Житомирської обласної ради «Про внесення змін в адміністративно-територіальний устрій окремих районів», села Новина, Олександрівка та Рудня передані до складу новоутвореної Новинської сільської ради Коростенського району Житомирської області.
Ліквідована 27 грудня 2016 року через об'єднання до складу Ушомирської сільської територіальної громади Коростенського району Житомирської області.
Входила до складу Коростенського (Ушомирського, 7.03.1923 р., 28.02.1940 р.) району та Коростенської міської ради.